# Idioma turco
El idioma turco (Türkçeⓘ o Türk dili) pertenece a la familia lingüística de las lenguas túrquicas, cuya área geográfica se extiende desde el occidente de China hasta los Balcanes. Las lenguas más próximas al turco son el azerí, el tártaro de Crimea, el gagauzo y el turcomano.
Es oficial en Turquía, donde se habla desde la época medieval, cuando los turcos procedentes de Asia Central se instalaron en Anatolia, que entonces era parte del Imperio bizantino. Es oficial también en Chipre, donde comparte cooficialidad con el griego, así como en la autoproclamada República Turca del Norte de Chipre. En algunas zonas balcánicas, las ocupadas por la antigua Rumelia, se habla una variedad conocida como turco otomano (Osmanlı Türkçesi), que tiene diferencias con el turco de Turquía. En varios países de la Europa occidental existen importantes comunidades de hablantes de turco, emigradas de Turquía en fechas recientes.
Es una lengua aglutinante, como lo son el quechua, el finés, el japonés o el vasco, y por tanto se basa en un sistema de afijos añadidos a la raíz de las palabras que permiten expresar gran cantidad de significados con pocas palabras. El turco usa casi exclusivamente sufijos. Su morfología no suele tener excepciones y es altamente regular. Otras importantes características son la ausencia del género gramatical, el orden sintáctico es SOV, que es una lengua de núcleo final y que usa postposiciones.
Ha tenido varios sistemas de escritura. Se escribió con caracteres árabes (alfabeto turco otomano) adaptados desde el siglo XIII hasta la reforma ortográfica emprendida en los años 1920 por el gobierno de Mustafa Kemal Atatürk, que emprendió varias iniciativas de occidentalización del país para contribuir a su modernización. La reforma ortográfica vino acompañada de un intento de "depuración" nacionalista, es decir, de sustituir la ingente cantidad de préstamos lingüísticos (sobre todo aquellos provenientes del árabe y, en menor medida, del persa) por vocablos de raíz turca, objetivo vigente hoy en día que no ha cosechado los éxitos esperados.[cita requerida]
Está regulada por la Türk Dil Kurumu (TDK), la Sociedad de la Lengua Turca.
Ejemplo de texto: Artículo 1 de la Declaración Universal de los Derechos Humanos

Bütün insanlar hür, haysiyet ve haklar bakımından eşit doğarlar. Akıl ve vicdana sahiptirler ve birbirlerine karşı kardeşlik zihniyeti ile hareket etmelidirler.
Todos los seres humanos nacen libres e iguales en dignidad y derechos y, dotados como están de razón y conciencia, deben comportarse fraternalmente los unos con los otros.

## Clasificación
El idioma turco pertenece al subgrupo de las lenguas oghuz, el cual incluye el gagauzo y el azerí. Las lenguas oghuz forman el subgrupo sur occidental de las lenguas túrquicas, una familia de lenguas que comprende más de treinta lenguas vivas habladas a través del este de Europa, Asia central y Siberia. Algunos lingüistas ubican las lenguas túrquicas dentro de la macrofamilia de lenguas altaicas, aunque las similitudes de las lenguas que la conforman hoy se suelen considerar debidas al contacto areal. Cerca del 40% del total de hablantes de lenguas túrquicas son hablantes nativos del idioma turco. Las características del turco, tales como la armonía vocálica, aglutinación y la ausencia de género gramatical son universales dentro de las lenguas túrquicas y las lenguas propuestas como parte del grupo altaico. Existe un alto grado de mutua inteligibilidad entre el turco y otras lenguas oghuz, incluyendo el turcomano, el azerí, el kashgai, el gagauzo y el turco gagauzo de los Balcanes.

## Descripción lingüística

### Fonología

#### Consonantes
|             |          | labial | labiodental | dental | alveolar | postalveolar | palatal | velar | glotal |
| ----------- | -------- | ------ | ----------- | ------ | -------- | ------------ | ------- | ----- | ------ |
| oclusiva    | sorda    | p (p)  |             | t (t̪)  |          |              | k (c)   | k (k) |        |
| oclusiva    | sonora   | b (b)  |             | d (d̪)  |          |              | g (ɟ)   | g (g) |        |
| nasal       | nasal    | m (m)  |             | n (n)  |          |              |         |       |        |
| fricativa   | sorda    |        | f (f)       | s (s)  |          | ş (ʃ)        |         | ğ (ɣ) | h (h)  |
| fricativa   | sonora   |        | v (v)       | z (z)  |          | j (ʒ)        |         |       |        |
| africada    | sorda    |        |             |        | ç (ʧ)    |              |         |       |        |
| africada    | sonora   |        |             |        | c (ʤ)    |              |         |       |        |
| vibrante    | vibrante |        |             |        | r (ɾ)    |              |         |       |        |
| aproximante | central  |        |             |        |          |              | y (j)   |       |        |
| aproximante | lateral  |        |             | l (ɫ)  |          | l (l)        |         |       |        |

#### Vocales
|               | anterior   | anterior      | posterior  | posterior |
| no redondeada | redondeada | no redondeada | redondeada |           |
| ------------- | ---------- | ------------- | ---------- | --------- |
| cerrada       | i (i)      | ü (y)         | ı (ɯ)      | u (u)     |
| media         | e (e)      | ö (œ)         |            | o (o)     |
| abierta       |            |               | a (a)      |           |

Nota: Pese a que (a) es la vocal abierta central no redondeada, se la considera como posterior debido a la armonía vocálica.

#### Armonía vocálica
Una característica importante a la hora de analizar la estructura fonética del idioma turco, así como también otros de la familia de lenguas túrquicas, es la armonía vocálica. Esta regla consiste en que una palabra contendrá vocales anteriores (e, i, ö, ü) o vocales posteriores (a, ı, o, u) pero no ambas. Por ejemplo, en vişne (guinda ácida) /i/ es anterior cerrada no redondeada y /e/ es anterior abierta no redondeada. Esta regla se denomina «armonía palatal».
Además, las vocales no redondeadas (a, e, ı, i) tienen que ser seguidas por vocales no redondeadas; pero las vocales redondeadas (o, u, ö, ü) pueden ser seguidas por vocales abiertas y no redondeadas (a/e) o por cerradas y redondeadas (u/ü). Esta regla se llama la «armonía labial», por ejemplo: oduncu (leñador), kömürcü (carbonero), köylülerle (con los campesinos).
Según estas reglas, cada vocal puede ser seguida solo por dos vocales, que son:
| Vocal precedente | Vocal siguiente |
| e                | e, i            |
| i                | e, i            |
| ö                | e, ü            |
| ü                | e, ü            |
| a                | a, ı            |
| ı                | a, ı            |
| o                | a, u            |
| u                | a, u            |

Todos los sufijos también observan las mismas reglas.

### Gramática
La lengua turca, a diferencia de la mayoría de las lenguas europeas, es una lengua aglutinante, lo que quiere decir que con frecuencia usa afijos y específicamente sufijos o terminaciones gramaticales a la raíz de una palabra que no se modifica. [72] Una palabra puede tener muchos afijos y estos también se pueden usar para crear nuevas palabras, como crear un verbo a partir de un sustantivo o un sustantivo a partir de una raíz verbal (ver la sección sobre formación de palabras). La mayoría de los afijos indican la función gramatical de la palabra. [73] Los únicos prefijos nativos son sílabas intensificadoras aliterativas utilizadas con adjetivos o adverbios: por ejemplo, sım sıcak ("hirviendo" < sıcak ) y mas mavi ("azul brillante" < mavi ). [74] Cada sufijo tiene su propio significado gramatical.
El uso extensivo de afijos puede dar lugar a palabras largas, por ejemplo, Çekoslovakyalılaştıramadıklarımızdanmışsınızcasına, que significa "En la forma en que eres uno de esos que aparentemente no pudimos convertir al checoslovaco". Si bien este caso es artificial, las palabras largas ocurren con frecuencia en turco normal, como en este título de la columna necrológica de un periódico: Bayramlaşamadıklarımız (Bayram [festival] -Recipr-Impot-Partic-Plur-PossPl1; "Aquellos de nuestro grupo con quienes no intercambiar los saludos de la temporada "). [75] Otro ejemplo puede verse en la última palabra de este título de la Guía de ortografía turca en línea ( İmlâ Kılavuzu): Dilde birlik, ulusal birliğin vazgeçilemezlerindendir ("La unidad en el lenguaje es uno de los indispensables [dispense-Pass-Impot-Plur-PossS3-Abl-Copula] de la unidad nacional ~ La unidad lingüística es una condición sine qua non de la unidad nacional"). [76]
A la palabra puede ser añadido más de un sufijo, como en el ejemplo siguiente:
| en turco        | en español   |
| --------------- | ------------ |
| ev              | casa         |
| evler           | casas        |
| evlenmek        | casarse      |
| evim            | mi casa      |
| evlerim         | mis casas    |
| evlendik        | nos casamos  |
| evimde          | en mi casa   |
| evlerimde       | en mis casas |
| evlendirecekler | se casarán   |

### Sustantivos
- Género

El turco no tiene género gramatical y el sexo de las personas no afecta la forma de las palabras. El pronombre en tercera persona o puede referirse a "él", "ella" o "eso". A pesar de esta falta, el turco todavía tiene formas de indicar el género en los sustantivos:
- La mayoría de los animales domésticos tienen formas masculinas y femeninas, por ejemplo, aygır (semental), kısrak (yegua), boğa (toro), inek (vaca).
- Para otros animales, el sexo se puede indicar agregando la palabra dişi (hembra) antes del sustantivo correspondiente, por ejemplo, dişi kedi (gata).
- Para las personas, el sexo femenino puede indicarse agregando la palabra kız (niña) o kadın (mujer), por ejemplo, kadın kahraman (heroína) en lugar de kahraman (héroe).
- Algunas palabras extranjeras de origen francés o árabe ya tienen formas femeninas separadas, por ejemplo, aktris (actriz).
- El sufijo femenino serbocroata –ica se utiliza en tres préstamos: kraliçe (reina), imparatoriçe (emperatriz) y çariçe (tsarina). Este sufijo se usó en el neologismo tanrıça (<Antiguo turco tanrı "dios").

- Declinación

No existe un artículo definido en turco, pero la definición del objeto está implícita cuando se usa la terminación acusativo (ver más abajo). Los sustantivos turcos se declinan tomando terminaciones de declinaciones. Hay seis declinaciones o casos de sustantivos en turco, con todas las terminaciones después de la armonía de vocales (que se muestran en la tabla usando la notación de superíndice de taquigrafía ). Dado que la postposición "ile" a menudo se agrega como sufijo al sustantivo, algunos lo analizan como una declinación instrumental, aunque toma el genitivo con pronombres personales, demostrativos singulares y kim interrogativo. El marcador plural -ler ² sigue inmediatamente al sustantivo antes de cualquier declinación u otros afijos (p. Ej.köylerin "de los pueblos").
En turco hay seis declinaciones gramaticales: nominativo, genitivo, dativo, acusativo, locativo y ablativo. La vocal del sufijo depende de la armonía vocálica:
|            | casa  | caballo | médico    | actor    |
| Nominativo | ev    | at      | doktor    | aktör    |
| Genitivo   | evin  | atın    | doktorun  | aktörün  |
| Dativo     | eve   | ata     | doktora   | aktöre   |
| Acusativo  | evi   | atı     | doktoru   | aktörü   |
| Locativo   | evde  | atta    | doktorda  | aktörde  |
| Ablativo   | evden | attan   | doktordan | aktörden |

En la lengua turca no hay género gramatical, por lo que la palabra arkadaş (amigo) se puede utilizar tanto para hombres como mujeres. No hay artículo definido, pero el número bir (uno) se puede usar como un artículo indefinido. El plural se indica mediante el sufijo -lar/ler (dependiendo de la armonía vocálica), como en evler (casas) y atlar (caballos).
El marcador de caso acusativo se usa solo para objetos definidos; compare (bir) ağaç gördük "vimos un árbol" con ağacı gördük "vimos el árbol". [77] El marcador plural -ler  generalmente no se usa cuando se quiere decir una clase o categoría: ağaç gördük puede significar igualmente "vimos árboles [mientras caminábamos por el bosque]" - en contraposición a ağaçları gördük "vimos los árboles [en cuestión] ".
La declinación de ağaç ilustra dos características importantes de la fonología turca: asimilación de consonantes en sufijos ( ağaç t an, ağaç t a ) y expresión de consonantes finales antes de vocales ( ağa c ın, ağa c a, ağa c ı).
Además, los sustantivos pueden llevar sufijos que asignan a la persona: por ejemplo -imiz, "nuestro". Con la adición de la cópula (por ejemplo -im, "Yo soy") se pueden formar oraciones completas. La partícula interrogativa mi sigue inmediatamente a la palabra cuestionada, y también sigue la armonía de vocales: köye mi? "[yendo] al pueblo?", ağaç mı? "¿[es un] árbol?".
- Adjetivos

Los adjetivos turcos no se declinan. Sin embargo, la mayoría de los adjetivos también se pueden usar como sustantivos, en cuyo caso se declinan: por ejemplo, güzel ("hermosos") → güzeller ("(los) hermosos / personas"). Usados atributivamente, los adjetivos preceden a los sustantivos que modifican. Los adjetivos var ("existente") y yok (" inexistente ") se usan en muchos casos donde en español usaría "hay" o "tiene", por ejemplo , süt yok ("no hay leche", lit. "( la) leche (es) inexistente "); la construcción " sustantivo -GEN sustantivo -POSS var / yok "sustantivo "; imparatorun elbisesi yok " el emperador no tiene ropa "(" (el) emperador- de ropa- su inexistente "); kedimin ayakkabıları yoktu (" mi gato no tenía zapatos ", literalmente " gato- mi - de zapato- plur. - su tiempo pasado inexistente ").

## Historia

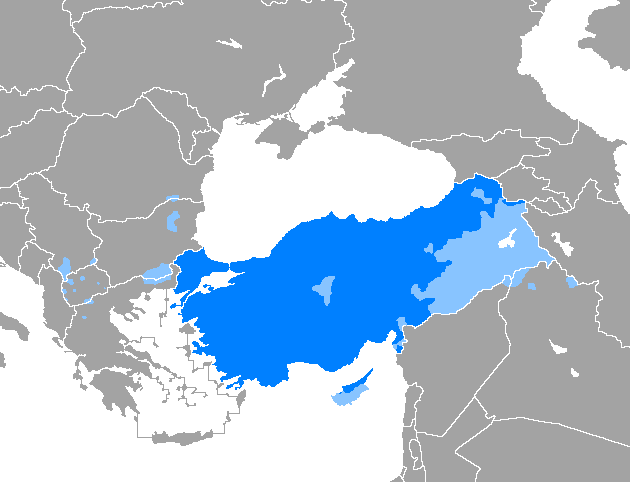
Distribución geográfica del turco

Las primeras inscripciones túrquicas conocidas son las monumentales inscripciones Orkhon. Se encuentran en la actual Mongolia y fueron erigidas en honor al príncipe Kul Tigin y su hermano el emperador Bilge Khan. Estas inscripciones están fechadas entre los años 732 y 735. Después del descubrimiento y excavación de estos monumentos y otras losas de piedra por arqueólogos rusos en un área más amplia alrededor del valle de Orkhon entre 1889 y 1893, se estableció que el idioma de las inscripciones fue el antiguo túrquico. La escritura orkhon también se conoce como runas túrquicas, por sus formas parecidas a las runas germánicas. Sin embargo, esta lengua era diferente del turco otomano y el turco moderno.
Con la expansión turca a principios de la Edad Media europea (siglos VI al XI), los pueblos hablantes de lenguas túrquicas se extendieron a través de Asia Central, cubriendo una vasta zona geográfica desde Siberia hasta Europa y parte del Mediterráneo. La dinastía selyúcida en particular, llevó su lengua, el turco oghuz (ancestro directo del actual idioma turco) a Anatolia en el siglo XI. También durante el siglo XI, el lingüista qarajánida, Mahmud al-Kashgari, publicó el primer diccionario de una lengua túrquica y un mapa de la distribución geográfica de hablantes de lenguas túrquicas en el Compendio de dialectos túrquicos (en turco otomano: Divânü Lügati't-Türk). A principios del siglo XI d. C. en Anatolia, actualmente Turquía, apareció el llamado antiguo turco anatolio que es el antecesor medieval del moderno turco.

### Turco otomano
Seguido a la adopción del Islam alrededor del año 950 por los qarajánidas y los selyúcidas, quienes son considerados los ancestros culturales de los otomanos, la lengua administrativa de estos estados adquirió numerosos préstamos del idioma árabe y el idioma persa. La literatura turca del periodo otomano, particularmente la poesía divan o diwan, fue fuertemente influenciada por el persa, incluyendo la adopción de la métrica y una gran cantidad de palabras importadas. La lengua oficial y literaria del Imperio otomano (1299-1922) fue una mezcla de turco, árabe y persa que difería considerablemente del idioma hablado diariamente en ese periodo denominado kaba Türkçe hablado por personas con menor grado de escolaridad y por la gente de zonas rurales. Esta lengua era mucho más pura y se convirtió en la base del turco moderno.

### Reforma lingüística y turco moderno
Después de la fundación de la República de Turquía y la reforma de la escritura, la Sociedad de la Lengua Turca (TDK) se estableció en 1932 bajo el patronazgo de Mustafa Kemal Atatürk con el objetivo de llevar a cabo una investigación sobre la lengua. Uno de los objetivos de esta asociación era iniciar una reforma lingüística para reemplazar las palabras de origen árabe y persa con su equivalente de origen turco. Con la prohibición de usar palabras extranjeras en la prensa, la asociación consiguió eliminar cientos de palabras extranjeras del idioma turco. Mientras que la mayoría de las palabras introducidas en la lengua por la Türk Dili Kurumu (TDK) eran nuevos derivados de raíces turcas, esta asociación optó también por revivir palabras del antiguo túrquico que no habían sido usadas durante siglos.
Debido a este repentino cambio en el idioma, los hablantes de cierta edad y los jóvenes comenzaron a diferir en su léxico: mientras las generaciones nacidas antes de 1940 tendían a usar términos de origen persa y árabe, las nuevas generaciones favorecieron las nuevas expresiones. Es particularmente irónico que el propio Atatürk, en sus largos discursos al nuevo parlamento en 1927, usaba un estilo de dicción otomana que hoy sonaría tan extraña que necesitó tres traducciones al turco moderno: la primera en 1963, la segunda en 1986 y, nuevamente, en 1995. Existe también una dimensión política en este debate lingüístico, con grupos conservadores que emplean más arcaísmos, tanto en la prensa como en la vida diaria.[cita requerida]
Las últimas décadas han visto el trabajo continuo de la TDK para acuñar nuevas palabras, a fin de expresar nuevos conceptos y tecnologías a medida que entran en la lengua, mayormente del inglés. Muchos de esos términos, particularmente del área de la tecnología, han recibido amplia aceptación. No obstante, la TDK ha sido criticada por acuñar palabras que, según muchos, suenan artificiales. Algunos cambios tempranos, como bölem que vino a reemplazar a fırka (partido político), no logró el apoyo popular; de hecho fırka fue también reemplazada por la palabra parti tomada del francés. Algunas palabras tomadas del antiguo turco tomaron significados especializados, por ejemplo, betik (que significó originalmente libro) es usada para el llamado script de la informática.
Muchas palabras coexisten con su antigua contraparte. Esto ocurre usualmente cuando una palabra prestada de otro idioma cambia su significado original: por ejemplo, dert, derivada del persa dard (درد: dolor), significa "problema" en turco; mientras la palabra turca nativa ağrı se usa para "dolor físico". En ocasiones, el préstamo lingüístico tiene en turco un significado ligeramente diferente de su original, lo cual crea una situación similar a la coexistencia de palabras de origen germánico y latino en el idioma inglés, como pork (carne de cerdo, cf. francés porc) y pig ("cerdo", "puerco"), to commence ("iniciar", "empezar", "comenzar", palabra de estilo formal; cf. francés commencer) y to begin ("empezar"), etc. Entre las antiguas palabras reemplazadas, hay términos de geometría, puntos cardinales, algunos nombres de meses y muchos sustantivos y adjetivos.

## Escritura: La revolución de los signos
Hasta el 3 de noviembre de 1928, el turco se escribía en caracteres árabes. A partir de esa fecha, Mustafa Kemal Atatürk ordenó reemplazar esa escritura por una especialmente diseñada para la lengua turca por la Dil Encümeni (Comisión del Idioma), que se basó en el alfabeto latino, agregando algunos signos diacríticos, donde cada fonema es representado por un único signo. Dentro de tales signos diacríticos se cuentan las vocales «ö» y «ü» (que siguieron el modelo alemán, con similar valor, esto es, /œ/ y /y/), la vocal cerrada posterior no redondeada «I», «ı» /ɯ/ (con su contrapartida «İ», «i» para el sonido /i/), las dos consonantes con cedilla: «ç» para la «ch» /tʃ/, «ş» para la «sh» /ʃ/, y finalmente la «ğ» para /ɣ/.
Dicha política, conocida como «La revolución de los signos», tuvo el mérito de reducir considerablemente el analfabetismo y Turquía alcanzó un nivel de alfabetización de 92,2 % según una investigación de 2006 realizada por TESEV.

## Distribución geográfica
El idioma turco es hablado como lengua materna por el pueblo turco en Turquía y por la diáspora turca en otros treinta países. En general, las minorías turco-hablantes se encuentran en países que formaron parte, total o parcialmente, del Imperio otomano, tales como Grecia por los turcos de Tracia, Bulgaria, Chipre (la parte turca), Macedonia del Norte, Serbia (en Kosovo) y Rumanía por los tártaros y turcos de Rumanía. Más de tres millones de inmigrantes hablantes de turco se encuentran en Alemania y existen importantes comunidades en Francia, Países Bajos, Austria, Suiza, Bélgica y Reino Unido. Debido a la asimilación cultural de estas comunidades turcas en los países huéspedes no todos los inmigrantes hablan fluidamente el idioma turco.[cita requerida]
El número de hablantes de turco en Turquía es de alrededor de 70 millones, equivalente al 93 % de la población (91,3 % según el informe de TESEV arriba mencionado). La mayoría de las minorías lingüísticas del país son bilingües con el turco.

### Estatus oficial
El turco es la lengua oficial de Turquía y es uno de los idiomas oficiales de Chipre. También tiene estatus oficial (pero no primario) en el distrito de Prizren en Kosovo y tres municipios de Macedonia del Norte, basado en la concentración de la población local turcohablante.
En Turquía, el órgano regulador del turco es la Asociación de la Lengua Turca (Türk Dil Kurumu o TDK), fundada en 1932 bajo el nombre Türk Dili Tetkik Cemiyeti (Sociedad de Investigación sobre el Lenguaje Turco). La Asociación de Lengua Turca fue influenciada por la ideología del purismo lingüístico: de hecho, una de sus tareas principales era la sustitución de préstamos y construcciones gramaticales extranjeras por equivalentes de origen turco, Estos cambios, junto con la adopción del nuevo alfabeto turco en 1928, formaron el moderno idioma turco que se habla hoy, TDK se convirtió en un organismo independiente en 1951, con el levantamiento del requisito de que fuera presidido por el Ministro de Educación. Este estatus continuó hasta agosto de 1983, cuando se convirtió de nuevo en un cuerpo gubernamental en la constitución de 1982, después del golpe militar de 1980.

## Lenguaje silbado
En la provincia turca de Giresun, los habitantes de la aldea de Kuşköy se han comunicado utilizando una versión silbada del turco durante más de 400 años. La región está formada por una serie de valles profundos y el inusual modo de comunicación permite conversar a distancias de hasta 5 kilómetros. Las autoridades turcas estiman que todavía hay unas 10.000 personas que utilizan el idioma silbado. Sin embargo, en 2011, la UNESCO consideró que silbar turco era un idioma moribundo y lo incluyó en su lista de patrimonio cultural inmaterial . Desde entonces, la dirección de educación local lo ha introducido como un curso en las escuelas de la región, con la esperanza de reactivar su uso.
El científico germanoturco Onur Güntürkün, de la Universidad del Ruhr, realizó un estudio en el que observó a 31 hablantes de kuş dili (‘lengua de pájaro’) de Kuşköy, y descubrió que el lenguaje silbado reflejaba la estructura léxica y sintáctica del idioma turco.

## Ejemplos
Evet - Sí
Hayır, yok - No
Merhaba, selam - Hola
Nasılsın? - ¿Cómo estás?
Nasılsınız? - ¿Cómo está usted? (formal) o ¿Cómo estáis? (plural)
Hoşça kal, güle güle - Adiós
Adın ne? - ¿Cómo te llamas?
Adınız nedir? - ¿Cómo se llama (Usted)?
Benim adım Pedro. - Me llamo Pedro.
Günaydın, iyi sabahlar, hayırlı sabahlar - Buenos días (se usa por la mañana solamente)
İyi günler, hayırlı günler - Buenos días (se usa durante todo el día, hasta que baje el sol)
İyi akşamlar, hayırlı akşamlar - Buenas tardes (se usa para la tarde-noche)
İyi geceler, hayırlı geceler - Buenas noches (se usa a la hora de dormir, al despedirse)
Aldırma - No te preocupes.
Önemli değil - No importa, no es importante.
Bir dakika lütfen - Un momento, por favor
Bir dakika bekle lütfen - Espera un momento, por favor
Teşekkürler, teşekkür ederim, sağ ol - Gracias
Çok teşekkürler, çok teşekkür ederim, çok sağ ol - Muchas gracias
Bir şey değil, rica ederim - De nada
Görüşmek üzere, görüşmek dileğiyle, görüşürüz - Hasta la vista, hasta luego
Türkiye - Turquía
Türk -Turco (gentilicio)
Türkçe - Idioma turco
Türkiye'nin başkenti Ankara'dır - La capital de Turquía es Ankara
Türkiye'nin en kalabalık şehri İstanbul'dur - La ciudad más poblada de Turquía es Estambul
Türkiye Cumhuriyeti - República de Turquía
İspanya Krallığı - Reino de España
Türkçe konuşuyorum, Türkçe konuşurum - Hablo turco
İspanyolca konuşmuyorum - No hablo español
Biraz İspanyolca konuşuyorum - Hablo un poco de español
Bir, iki, üç, dört, beş - Uno, dos, tres, cuatro, cinco
Altı, yedi, sekiz, dokuz, on - Seis, siete, ocho, nueve, diez
Ben, sen, o, biz, siz, onlar - Yo, tú, él/ella, nosotros/nosotras, vosotros/vosotras, ellos/ellas
Fiyatı ne kadar? - ¿Cuánto cuesta?